# Стренчский край
Стре́нчский край (латыш. Strenču novads) — административно-территориальная единица на севере Латвии, в историко-культурной области Видземе. Край состоит из двух городов и двух волостей, центром края является город Стренчи.
Край был образован 1 июля 2009 года из части расформированного Валкского района.
Население на 1 января 2010 года составляло 4192 человека. Площадь края — 375,73 км².

## Национальный состав
Национальный состав населения края по итогам переписи населения Латвии 2011 года:
| Национальность | Численность, чел. (2011) | %        |
| -------------- | ------------------------ | -------- |
| Латыши         | 2332                     | 60,94 %  |
| Русские        | 1174                     | 30,68 %  |
| Белорусы       | 151                      | 3,95 %   |
| Украинцы       | 37                       | 0,97 %   |
| Поляки         | 33                       | 0,86 %   |
| Литовцы        | 21                       | 0,55 %   |
| Другие         | 79                       | 2,06 %   |
| всего          | 3827                     | 100,00 % |

## Территориальное деление
- город Стренчи (латыш. Strenči)
- город Седа (латыш. Seda)
- Ерценская волость[латыш.] (латыш. Jērcēnu pagasts, центр — Ерцени)
- Планская волость[латыш.] (латыш. Plāņu pagasts, центр — Плани)